# Myersiohyla aromatica
Myersiohyla aromatica és una espècie de granota que viu a Veneçuela.